# Retroflex, zöngétlen réshang
A retroflex, zöngétlen réshang egyes beszélt nyelvekben használt mássalhangzó. A nemzetközi fonetikai ábécé (IPA) e hangot a ʂ jellel jelöli, X-SAMPA-jele pedig s`. Mint minden retroflex mássalhangzónak, ennek is úgy képezhető az IPA-jele, hogy a megfelelő alveoláris mássalhangzó jelének (esetünkben az alveoláris, zöngétlen réshang s jelének) aljára egy jobbra mutató kampót  illesztünk. IPA-jele tehát egy kis s betű, amelynek bal alsó végéből egy jobbfelé tartó farok ágazik ki, vö. s és ʂ. Bár meg lehet különböztetni laminális, apikális és szubapikális képzésmódot, ezek egyik nyelvben sem állnak szemben egymással.

## Jellemzői
A retroflex, zöngétlen réshang jellemzői:
- Képzésmódja szibiláns réshang, ami annyit tesz, hogy a légáramlat a nyelv által a képzéshelyen megformált résbe, majd a fogak éléhez kerül, így magas frekvenciájú légörvényt kelt.
- Képzéshelye retroflex, ami eredendően azt jelenti, hogy a nyelvhegy visszahajlításával jön létre, tágabb értelemben viszont annyit tesz, hogy posztalveoláris anélkül, hogy palatalizált lenne. A jellegzetes, nyelvhegy alatti (visszahajlított) képzésmód mellett tehát a nyelv érintkezhet apikálisan (a hegyével) vagy laminálisan (laposan) is.
- Zöngésségi típusa zöngétlen, így a hangszalag rezgése nélkül képződik.
- Orális mássalhangzó, azaz a levegő a szájon át tudja elhagyni a beszédképző szerveket.
- Centrális mássalhangzó, tehát a légáram a nyelv közepénél halad át, nem pedig a szélénél.
- Légáram-mechanizmusa pulmonikus egresszív, vagyis a levegőt pusztán a tüdővel és a rekeszizommal kilélegezve képezhető, akárcsak a legtöbb más beszédhang.

## Előfordulása
Némelyik alábbi átírásban mellékjelek különböztetik meg az apikális [ʂ̺]-t és a laminális [ʂ̻]-t.
| Nyelv     | Nyelv                        | Szó             | IPA                    | Jelentés        | Jegyzet                            |
| --------- | ---------------------------- | --------------- | ---------------------- | --------------- | ---------------------------------- |
| abház     | abház                        | амш             | [amʂ]                  | ’nap (időszak)’ | L. abház hangtan                   |
| feröeri   | feröeri                      | fýrs            | [fʊʂ]                  | ’nyolcvan’      |                                    |
| kínai     | mandarin                     | 石/shí          | [ʂ̺ɻ̩˧˥]                 | ’kő’            | L. mandarin hangtan                |
| lengyel   | lengyel                      | szum            | [ˈʂ̻um] (segítség·infó) | ’suhog’         | L. lengyel hangtan                 |
| malajálam | malajálam                    | കഷ്ടി             | [käʂʈi]                | ’szűkös’        |                                    |
| norvég    | norvég                       | forsamling      | [fɔʂɑmːlɪŋ]            | ’összejövetel’  | L. norvég hangtan                  |
| orosz     | orosz                        | шут             | [ʂut̪]                  | ’bolond’        | L. orosz hangtan                   |
| pastu     | déli nyelvjárás              | ښودل            | [ʂ̺odəl]                | ’mutatni’       |                                    |
| svéd      | svéd                         | fors            | [fɔʂ]                  | ’zúgó’          | L. svéd hangtan                    |
| telugu    | telugu                       | అభిలాషి            | [ʌbʱilaːʂi]            | ’az, aki kíván’ |                                    |
| toda      | toda                         | pɔʂ             | pɔʂ                    | ’egy klán neve’ |                                    |
| torwali   | torwali                      | ?               | [ʂeʂ]                  | ’vékony kötél’  |                                    |
| ubih      | ubih                         | [ʂ̺a]            | [ʂ̺a]                   | ’fej’           | L. ubih hangtan                    |
| vietnámi  | Ho Si Minh-városi nyelvjárás | số              | [ʂ̺o˧˥]                 | ’szám’          | L. vietnámi hangtan                |
| yi        | yi                           | ꏂ/shy          | [ʂ̺ɿ˧]                  | ’arany’         |                                    |
| zapoték   | Tilquiapan                   | példa szükséges |                        |                 | Az /ʃ/ allofónja [a] és [u] előtt. |